# Ялама (село)
Яла́ма (азерб. Yalama, лезг. Йалама, Алама, Алам) — село в Хачмазском районе Азербайджана. Административный центр Яламинского сельского АТО. Возник как посёлок при станции Ялама в начале XX века.

## География
Расположена недалеко от реки Яламы, одного из притоков Самура, примерно в 200 километрах к северо-западу от столицы Азербайджана города Баку.

## История
Станция Ялама введена в промышленную эксплуатацию и открыта для пассажиров и грузовой работы на линии Дербент — Баладжары частной Владикавказской железной дороги 1 (14) ноября 1900 года. При станции возник посёлок.
В 1919 году по линии станции проходила граница между Азербайджаном и территориями контролируемыми Добровольческой армией.

## Известные уроженцы, жители
- Курбанов, Минабедин Зиятдинович (1956—2018) — российский и азербайджанский армрестлер.
- Шихметов, Шухрат Гульметович — российский и азербайджанский армрестлер, учился в селе Ялама.
- Шихметова, Зульфия Гульметовна — российский и азербайджанский армрестлер, училась в селе Ялама.

## Инфраструктура
В Яламе построены мечеть, школа, детский сад, станция технического обслуживания, магазины. Имеется музей имени Гейдара Алиева, а не краеведческий, парк и больница.
Железнодорожная станция и вокзал. Здесь основной пункт прибытия-убытия туристов, посетителей Самур-Яламинского национального парка.

## Транспорт
Развит автомобильный и железнодорожный транспорт.
Ежедневно со станции отправляется и прибывает электропоезд № 611/612 сообщением Ялама — Баку формирования ADY.